# Touched by Love
Touched by Love, gebaseerd op het autobiografische boek To Elvis, with Love van Lena Canada, is een Amerikaanse dramafilm uit 1980 geregisseerd door Gus Trikonis. Hoofdrollen worden gespeeld door Diane Lane en Deborah Raffin.

## Verhaal
Een autistisch meisje met hersenverlamming is grote fan van Elvis Presley. In de instelling waar ze verblijft, start een nieuwe therapiste. Om het meisje uit haar isolement te krijgen, komt de therapiste op het idee om samen brieven te schrijven naar Elvis. Onverwacht schrijft Elvis hen na enige brieven terug en stuurt zelfs geschenken.

## Nominaties
- Golden Globe Award voor beste actrice in een dramafilm
- Golden Raspberry Awards voor slechtste actrice
- Golden Raspberry Awards voor slechtste filmscript

## Rolverdeling
| Acteur          | Personage   |
| --------------- | ----------- |
| Diane Lane      | Karen Brown |
| Deborah Raffin  | Lena Canada |
| Michael Learned | Dr. Bell    |
| John Amos       | Tony        |
| Cristina Raines | Amy         |
| Mary Wickes     | Margaret    |
| Clu Gulager     | Don Fielder |